# Gaia (satellite)
Pour les articles homonymes, voir Gaïa (homonymie).
Gaia est une mission spatiale  astrométrique consacrée à la mesure de la position, de la distance et du mouvement des étoiles, développée par l'Agence spatiale européenne (ESA). Le projet est retenu en 2000 comme pierre angulaire du programme scientifique Horizon 2000+. Le satellite Gaia est lancé avec succès le 19 décembre 2013, pour une mission de cinq ans qui est prolongée jusqu'au 15 janvier 2025, le dernier catalogue scientifique devant être délivré fin 2030 au plus tôt. Il prend la suite du satellite Hipparcos, lancé en 1989, qui a brillamment démontré les capacités des engins spatiaux dans le domaine de l'astrométrie. Gaia a pour objectif de mesurer les caractéristiques de plus d'un milliard d'objets célestes, (étoiles, astéroïdes, galaxies, etc.) jusqu'à la magnitude 20. Les données collectées devraient améliorer nos connaissances concernant la structure, la formation et l'évolution de la Voie lactée, et apporter des contributions significatives dans les domaines scientifiques traitant des planètes extrasolaires, du Système solaire, des galaxies extérieures ainsi qu'en physique fondamentale.
Gaia est un satellite d'environ deux tonnes qui utilise, pour effectuer ses mesures, deux télescopes formant des images se superposant sur un plan focal commun, constitué par 106 capteurs CCD de 4 500 × 1 966 pixels. Ceux-ci se répartissent entre trois instruments : un instrument astrométrique destiné à la mesure de la position et du déplacement des étoiles, un instrument spectrophotométrique qui mesure l'intensité lumineuse dans deux bandes spectrales et un spectromètre à haute résolution qui doit permettre notamment de calculer la vitesse radiale des objets observés les plus lumineux. Placé autour du point de Lagrange L2, le satellite en rotation lente balaie l'ensemble de la voûte céleste, de manière à cumuler à l'issue de sa mission au minimum 60 observations de tous les objets identifiables par ses instruments.
Pour pouvoir produire le catalogue des objets observés à partir des quelque 100 téraoctets de données collectées par Gaia, un consortium de laboratoires, baptisé DPAC, développe des programmes particulièrement complexes nécessitant une infrastructure informatique lourde. La version finale du catalogue résultant de ce retraitement des données doit être diffusé en 2030 mais plusieurs versions intermédiaires ont été ou vont être publiées (2016, 2018, 2022, 2025, 2026). La collecte des données dans l'espace s'est achevée le 15 janvier 2025 (deux fois la durée de vie pour lequel l'engin spatial a été conçu) après épuisement du gaz nécessaire au contrôle de l'attitude.

## Contexte

### L'astrométrie cartographie l'Univers
Pour des articles plus généraux, voir Mesure des distances en astronomie et Astrométrie.

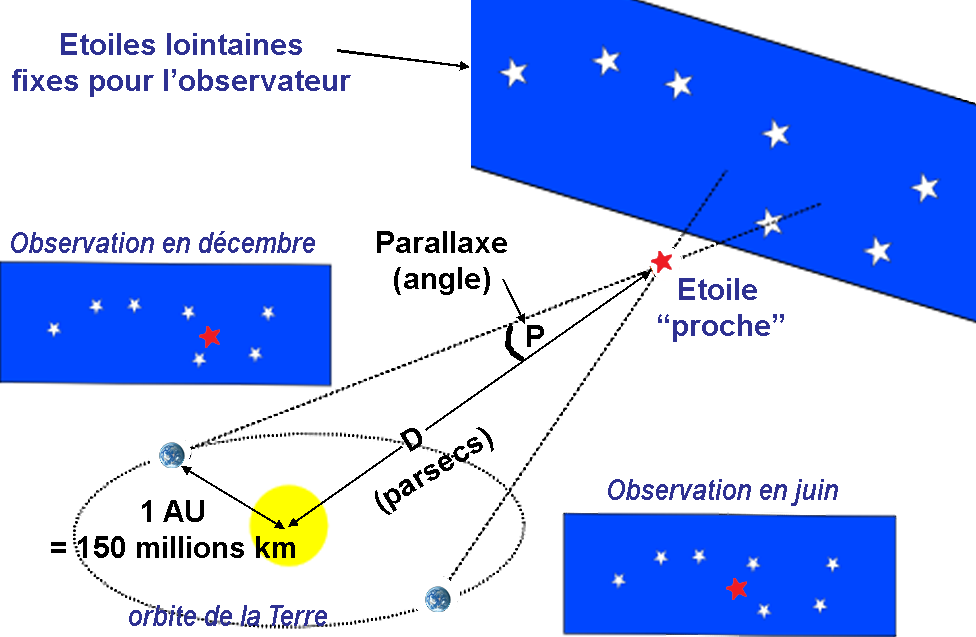
La mesure de la parallaxe annuelle d'une étoile proche consiste à mesurer la différence de position de celle-ci lorsque la Terre occupe les deux positions opposées de son orbite autour du Soleil.

Gaia est un satellite d'astrométrie. Cette branche de l'astronomie est consacrée à la mesure des positions et des mouvements des objets célestes : étoiles, planètes, astéroïdes et galaxies. L'astrométrie joue un rôle essentiel dans notre compréhension de l'Univers, dans lequel nous vivons. Elle a notamment permis d'établir que la Terre orbite autour du Soleil, révélé l'existence des galaxies et permis d'estimer la dimension de l'Univers.
Pour déterminer la position d'un objet dans le ciel, il est nécessaire de connaître :
- sa position dans le ciel définie par deux mesures : l'ascension droite et la déclinaison ;
- sa distance au Système solaire ;
- son mouvement propre, c'est-à-dire son déplacement apparent par rapport au Système solaire ;
- sa vitesse radiale c'est-à-dire son déplacement le long de la ligne de visée de l'observateur.

Les caractéristiques les plus difficiles à mesurer sont la distance au Système solaire et le mouvement propre de l'étoile. La principale technique utilisée pour déterminer la distance d'une étoile est la parallaxe : lorsque la Terre décrit son orbite autour du Soleil, les étoiles les plus proches changent légèrement de position apparente par rapport à leur arrière-plan d'étoiles. En mesurant, à six mois d'intervalle, la différence d'angle sous laquelle se présente une étoile donnée, on peut en déduire sa distance.
Le mouvement propre est déterminé en mesurant le changement de la position de l'étoile sur une longue durée. La vitesse radiale, quant à elle, est déterminée en s'appuyant sur l'effet Doppler-Fizeau qui modifie le spectre lumineux de l'étoile en fonction de cette vitesse.

### Des mesures particulièrement complexes
Compte tenu de l'extrême précision des mesures nécessaire pour déterminer la distance des étoiles, celle-ci est restée très vague ou a été largement sous-estimée jusqu'au 19e siècle faute de disposer d'une instrumentation adéquate. La  plus proche étoile de notre système solaire, Proxima Centauri, est située à une distance de 40 000 milliards kilomètres (4,24 années-lumière). Ptolémée (vers 150 après JC) estimait que les étoiles étaient distantes de 90 millions de kilomètres, Képler (vers 1600) l'évaluait à 220 milliards de kilomètres, Newton (1685) à 150 000 milliards. Les premières mesures de parallaxe, effectuées par l'astronome allemand Friedrich Wilhelm Bessel pour déterminer la distance de l'étoile de 61 du Cygne en 1838, sont les premières à fournir une valeur pratiquement exacte.
Mais l'angle est extrêmement faible : pour une étoile située à seulement 10,3 années-lumière - comme  61 du Cygne  - la parallaxe est de 0,35 seconde d'arc. Dans ces conditions, les mesures effectuées depuis le sol ne permettent d'établir une distance fiable que pour un nombre très restreint d'étoiles : depuis la Terre la parallaxe ne peut être mesurée qu'avec une précision de 0,05 seconde d'arc ce qui limite les observations à 1 500 étoiles  alors que notre Galaxie en compte environ 400 milliards. Aussi les catalogues recensant les positions des étoiles et établis à l'aide de télescopes terrestres ne portent que sur un très faible nombre d'étoiles (cf tableau ci-dessous). Seules les mesures effectuées depuis l'espace permettent d'obtenir une précision bien plus importante. Toutefois cette technique ne permet pas d'évaluer directement les distances d'objets situés au-delà de notre galaxie,.
| Date      | Auteur                    | Source des données  | Désignation du catalogue                                   | Nombre d'étoiles recensées |
| --------- | ------------------------- | ------------------- | ---------------------------------------------------------- | -------------------------- |
| 1904      | Newcomb                   | Télescope terrestre |                                                            | 72                         |
| 1924      | Schlesinger               | Télescope terrestre | Premier catalogue général de parallaxes trigonométriques   | 1 870                      |
| 1963      | Jenkins                   | Télescope terrestre | Catalogue des parallaxes de Yale                           | 7 000                      |
| 1995      | van Altena, Lee, Hoffleit | Télescope terrestre | Quatrième catalogue général de parallaxes trigonométriques | 8 112                      |
| 1997      | Perryman et al., ESA 1200 | Satellite Hipparcos | Catalogue Hipparcos                                        | 118 000                    |
| 2022      | ESA/DPAC                  | Satellite Gaia      | Catalogue Gaia DR3                                         | 1,5 milliard               |
| vers 2030 | ESA/DPAC                  | Satellite Gaia      | Catalogue Gaia DR5                                         | 2 milliards                |

### La naissance de l'astrométrie spatiale:Hipparcos(1989)
En 1980, l'Agence spatiale européenne (ESA) décide de développer un satellite consacré à l'astrométrie, baptisé Hipparcos. C'est la première fois qu'un engin spatial est conçu pour mesurer les distances entre les étoiles et, malgré les déboires rencontrés par le satellite lors de sa mise en orbite en 1989, les résultats font progresser de manière radicale cette branche de l'astronomie, révélant le positionnement de plus de 100 000 étoiles dans le ciel, avec une précision supérieure à 0,001 seconde d'arc, soit 100 fois mieux que ce qui se faisait jusque-là. Dans les années 1990, les progrès technologiques permettent d'envisager le développement d'un engin encore plus performant. Les premières études industrielles du successeur d'Hipparcos sont financées par l'ESA vers 1995, tandis que des études destinées à mettre au point les technologies nécessaires sont lancées. Le projet résultant est proposé à l'Agence spatiale européenne sous l'appellation GAIA, acronyme de Global Astrometric Interferometer for Astrophysics. Mais la technique de mesure proposée utilise l'interférométrie, une solution qui sera abandonnée par la suite,.

### De la sélection du projet  à sa mise en orbite (2000-2013)

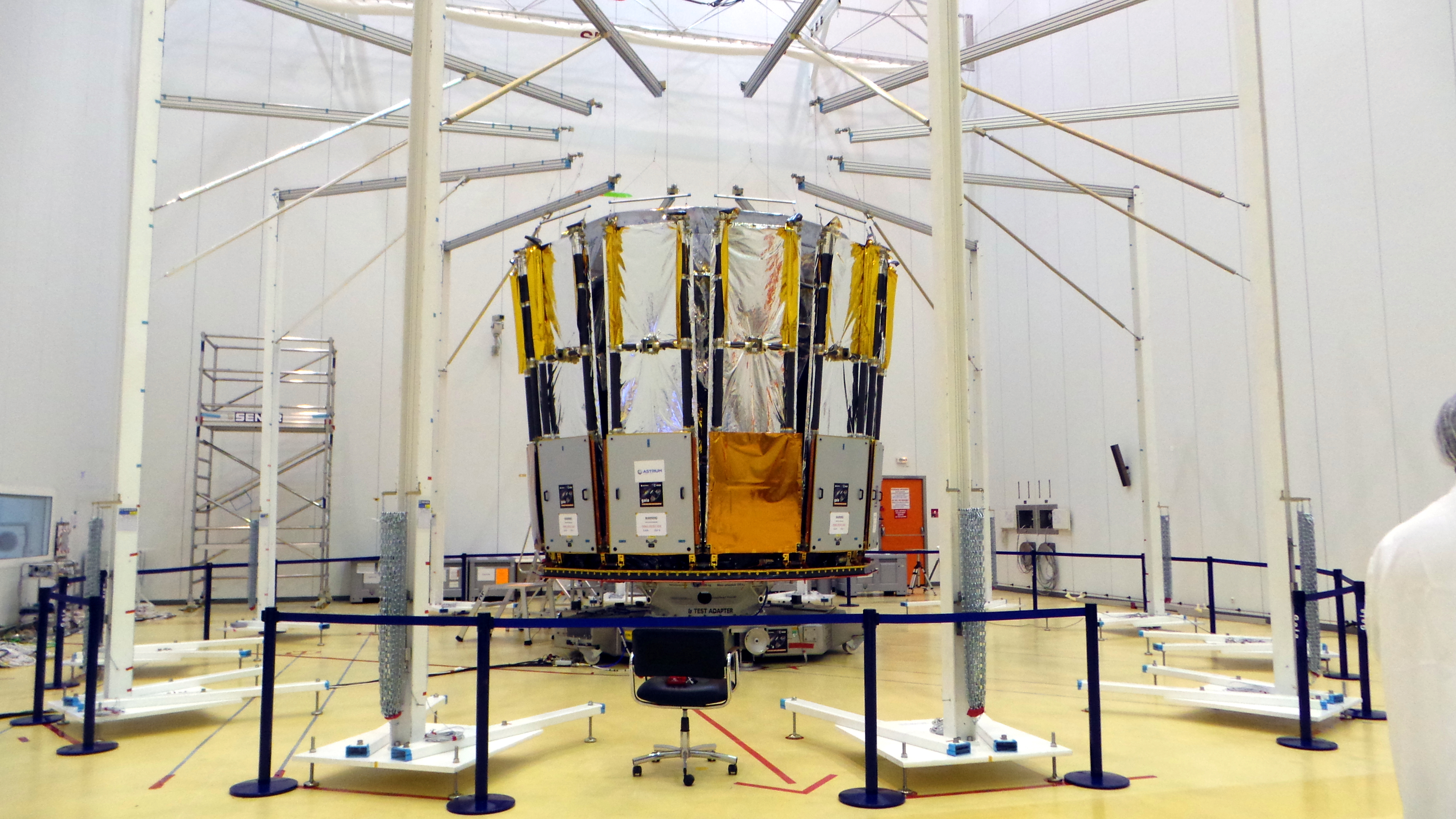
Assemblage final de Gaia à Kourou quelques semaines avant le lancement. Le pare-soleil est en position repliée.

Le 15 septembre 2000, le comité du conseil scientifique spatial SSAC (Space Science Advisory Committee) de l'Agence spatiale européenne (ESA) recommande la sélection du satellite d'astrométrie Gaia comme pierre angulaire no 6 du programme scientifique Horizon 2000+ de l'ESA. Le 12 octobre, l'ESA entérine ce choix avec celui de quatre autres missions, en fixant la date de lancement à 2012 au plus tard. Mais le Conseil des Ministres des pays membres de l'Agence spatiale, en novembre 2001 à Édimbourg, décide une progression plus modeste que prévu du budget alloué au programme scientifique de Horizon 2000+ — en ne l'augmentant que de 2,5 % au lieu des 4 % prévus initialement —, ce qui entraîne une diminution de 500 millions € des fonds disponibles pour les missions scientifiques. Confronté à cette réduction de budget, le comité du programme scientifique de l'ESA décide, le 23 mai 2002, d'opter pour une version allégée de Gaia, en demandant de remplacer la fusée Ariane 5, prévue à l'origine pour son lancement, par le lanceur Soyouz, moins coûteux. Ce changement nécessite de faire passer la masse du satellite de 2 270 kg à 1 500 kg, tout en maintenant les performances prévues. Pour y parvenir, les concepteurs du satellite choisissent de superposer sur le même plan focal les images des deux télescopes, tout en allongeant le chemin optique pour supprimer les distorsions de l'image. Parallèlement, la résolution du spectromètre est améliorée d'un facteur deux, tandis que les capacités de l'instrument photométrique sont accrues.
Le 8 juin 2003, sur la base de cette nouvelle conception, la date de lancement est fixée à 2011 par le comité du programme scientifique de l'ESA. Le 5 mars 2004, l'engin spatial entre en phase de définition détaillée (phase B1), puis la phase B2 de réalisation du projet est approuvée le 9 février 2006 par le comité, et la maîtrise d'œuvre est confiée au constructeur EADS Astrium. L'établissement de Toulouse a la responsabilité de mener à bien le développement, tandis que les sous-ensembles sont confiés aux établissements de la société, au Royaume-Uni et en Allemagne. Deux autres industriels jouent un rôle important : BOOSTEC qui réalise la structure du télescope en carbure de silicium et e2v qui fournit les CCD. Le 9 novembre 2006, un appel d'offres est lancé pour le traitement et l'analyse des données collectées par Gaia, qui nécessite des moyens particulièrement importants. Le 25 mai 2007, le comité du programme scientifique confie cette mission au consortium DPAC (Data Processing and Analysis Consortium), rassemblant plusieurs centaines de scientifiques et d'ingénieurs. Le coût total de la mission est évalué à environ 740 millions d'euros (2013), en incluant la fabrication, le lancement et les opérations au sol, mais sans le traitement scientifique des données au sol, qui reste à la charge des États membres de l'Agence spatiale européenne.

## Principes de mesure

Loi de balayage de Gaia.

Gaia effectue une rotation toutes les 6 heures en maintenant son axe optique à un angle constant de 45° par rapport au Soleil.

Tout comme son prédécesseur Hipparcos, Gaia observe simultanément, par le biais de deux télescopes, deux directions de visée écartées de 106,5°, en tournant de manière continue à la vitesse de 1 degré d'angle par minute de temps, soit une rotation complète sur lui-même toutes les 6 h. Un champ d'étoiles observé par le premier télescope est de nouveau observé par le deuxième, 106 minutes 30 secondes plus tard. L'axe de rotation de Gaia n'est pas fixe : il est maintenu écarté de 45° de la direction du Soleil, tout en décrivant un cercle autour de cette direction (mouvement de précession). Un cercle complet est parcouru en 63,12 jours. Ces mouvements, combinés avec la rotation continue du satellite autour du Soleil, permettent d'observer la totalité de la voûte céleste.
L'angle avec le Soleil (α) est un compromis :
- un angle élevé (proche de 90 degrés) permet de meilleures performances de mesure de la parallaxe (meilleure lorsque sinus(α) est grand). Il permet aussi une meilleure uniformité de balayage du ciel (les zones proches de l'écliptique étant moins souvent visées) ;
- un angle faible convient mieux au fonctionnement du satellite, avec de meilleures contraintes thermiques (un angle élevé se traduit par des variations plus importantes de la température) et énergétiques (un angle élevé diminue le rendement des panneaux solaires)[12].

En mesurant précisément les positions relatives des objets des deux directions de visée séparées par un grand angle, on obtient une grande rigidité du système de référence, en supprimant l'accumulation des erreurs inhérente à des mesures d'angles entre étoiles proches. L'échantillonnage régulier sur 5 ans et les 70 observations en moyenne par objet permettront d'effectuer des observations de leur aspect dynamique : Gaia peut par exemple déterminer les orbites d'astéroïdes ou de systèmes binaires ou détecter les étoiles variables. Ces mesures permettront la fixation des paramètres astrométriques des étoiles : deux pour la position angulaire sur le ciel, deux pour leur dérivée par rapport au temps (mouvement propre), ainsi que la parallaxe annuelle. La mesure de la parallaxe permet à Gaia d'en déduire la distance des objets, de manière objective, sans présupposés sur la nature physique de l'objet, avec une plus grande précision, et pour des objets bien plus lointains qu'avec les mesures d'Hipparcos. Ces mesures de distance absolue permettent de calibrer les chandelles standard avec une précision inédite. Le sixième paramètre, la vitesse radiale, est obtenue grâce à la mesure de l'effet Doppler-Fizeau par le spectromètre, également à bord de Gaia.

Animation montrant les portions du ciel balayées par Gaïa durant les 14 premiers mois de la mission. Le nombre d'observations d'une zone du ciel est représenté par des couleurs allant de l'orange au bleu foncé.

## Architecture de la mission et du satellite
Le déroulement de la mission Gaia et l'architecture technique du satellite ont été largement déterminés par la nécessité d'obtenir la précision de mesure exceptionnelle requise pour atteindre les objectifs fixés, :
- Toutes les sources de vibration ou de changement thermique, susceptibles d'entraîner des modifications dans la géométrie des télescopes, ont été systématiquement exclues. Ainsi, une fois opérationnel, le satellite ne comporte aucune pièce mobile : le gyromètre à fibre optique a été préféré au gyroscope mécanique, le contrôle thermique est purement passif pour éviter l'utilisation de pompes, et l'antenne grand gain orientable, utilisée habituellement lorsqu'il faut transmettre de grands volumes de données, est remplacée par une antenne réseau à commande de phase fixe.
- Les paramètres de l'orbite ont été en partie dictés par la nécessité de maintenir un flux thermique constant tout au long de la mission : l'orientation de l'axe du satellite fait un angle fixe de 45° avec la direction du Soleil tout au long de la mission, tandis que l'orbite autour du point de Lagrange L2 maintient Gaia à l'écart de la zone de pénombre située sur l'arrière de la Terre. La protection thermique a été particulièrement soignée pour que la température des instruments ne varie que très faiblement. Le pare-soleil de grande dimension, caractéristique apparente la plus frappante de Gaia, permet de maintenir dans son ombre l'ensemble du satellite, malgré son orientation de biais par rapport au Soleil. Les télescopes et instruments sont séparés de la plateforme contenant les équipements générateurs de chaleur par un plancher recouvert de matériaux isolants. La charge utile n'est reliée à la plateforme que par trois bipodes, tandis qu'une « tente thermique », percée de seulement trois ouvertures pour les instruments et le radiateur du plan focal, recouvre la charge utile. Les pièces des deux télescopes et le banc optique qui les supporte sont réalisés en carbure de silicium, un matériau caractérisé par un coefficient de dilatation thermique extrêmement faible. Des interféromètres sont utilisés pour mesurer de manière continue les micro-déformations géométriques inévitables des télescopes, afin d'incorporer des corrections au moment de l'exploitation des données.
- Une propulsion capable de délivrer une poussée d'une très grande précision a été spécifiquement développée pour la mission.

## Déroulement de la mission (2013-)

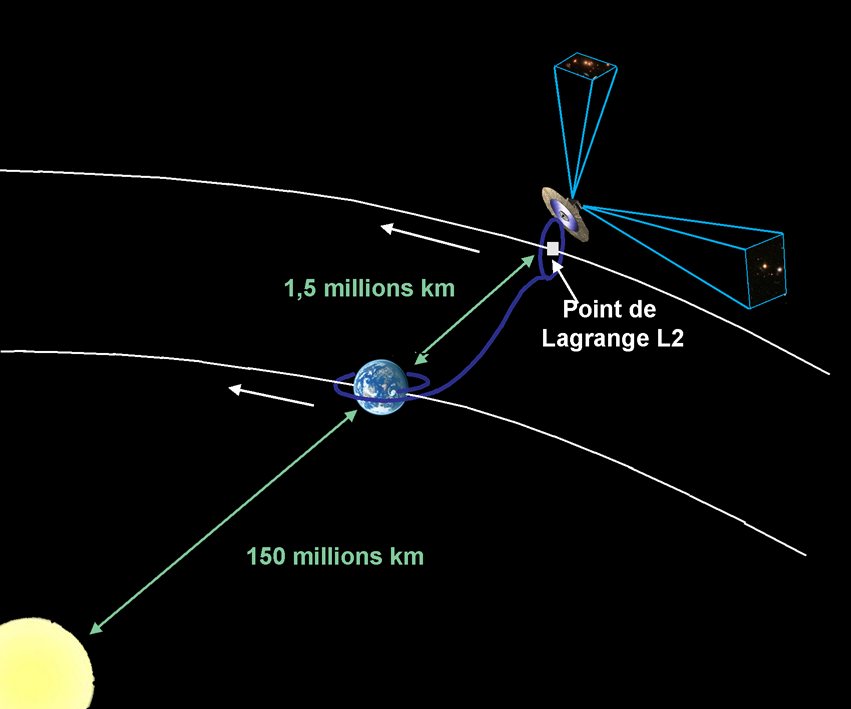
Gaia orbite autour du qui se déplace avec la Terre autour du Soleil.

### Lancement et mise à poste autour deL2(décembre 2013-janvier 2014)
Gaia a été lancé par une fusée Soyouz-Fregat, le 19 décembre 2013 à (9 h 12), depuis la base de Kourou en Guyane, et placé sur une trajectoire qui lui permet de rejoindre en 30 jours les environs du point de Lagrange L2, situé à environ 1,5 million de kilomètres de la Terre dans la direction opposée au Soleil. Le pare-soleil est alors immédiatement déployé et le satellite mis en rotation lente pour être stabilisé. Durant son transit vers L2, des manœuvres de correction ont été effectuées le 2e et le 12e jour, tandis que le fonctionnement des équipements et des instruments a été vérifié. L'insertion en orbite autour de L2, qui a lieu le 8 janvier 2014, est réalisée en utilisant la propulsion à ergols liquides pour créer un changement de vitesse d'environ 180 m/s. Deux jours après cette manœuvre, une correction d'orbite est effectuée pour que celle-ci soit parfaitement conforme aux objectifs.
Le point de Lagrange L2 présente l'avantage d'offrir un environnement thermique extrêmement stable, tout en restant à proximité de la Terre et en l'accompagnant dans son périple autour du Soleil. En restant près de L2 le débit des données envoyées vers la Terre reste à la fois constant et important. Gaia décrira une orbite de type Lissajous autour du point L2, qui s'inscrit dans un quadrilatère de 707 000 × 370 000 × 263 000 km, avec une période de 180 jours. Cette orbite lui garantit d'éviter toute éclipse - même partielle - du Soleil par la Terre, durant 6,3 années : un tel évènement, en modifiant le flux thermique reçu par le satellite, pourrait affecter la précision des mesures. L'orbite a été définie de manière que l'angle créé entre la direction du Soleil et celle de la Terre, soit constamment inférieur à 15° pour permettre les observations programmées.

### Recette et étalonnage (janvier - juillet 2014)
À la suite de la mise à poste autour du point de Lagrange L2 débute la recette du satellite et l'étalonnage des instruments. Cette phase, qui devait s'achever fin mai, se termine fin juillet à la suite de plusieurs anomalies constatées dans l'espace. La recette comprend plusieurs tâches :
- le refroidissement de la charge utile. Celle-ci n'atteint sa température de fonctionnement que 50 jours après le lancement ;
- le réglage des télescopes ;
- le réglage des foyers, des viseurs d'étoiles, de la mesure de l'angle de base entre les miroirs ;
- la vérification des performances.

Les premières mesures effectuées montrent que la quantité de lumière parasite venant frapper le plan focal est nettement plus importante que prévu. L'hypothèse retenue est qu'un dépôt de glace, ayant pour origine la vapeur d'eau dégazée par les composants du satellite, se serait formé en différents points à l'intérieur de la tente thermique qui entoure la charge utile. Cette glace, par un phénomène de diffraction, enverrait de la lumière vers le plan focal. Contrairement au plan focal et aux miroirs, la tente thermique ne comporte pas de résistances chauffantes qui permettraient de faire s'évaporer la glace. Une solution étudiée serait de modifier temporairement l'orientation du satellite pour permettre aux rayons du Soleil de pénétrer dans la tente et de faire s'évaporer la glace. Cette solution, qui comporte des risques pour les instruments, a été étudiée mais a été écartée. L'alternative serait de modifier le logiciel embarqué chargé de traiter les données, pour tenter de prendre en compte ce phénomène. Une deuxième source de la lumière parasite est constituée par les objets les plus lumineux du ciel.
Une évaluation précise de l'impact est difficile à réaliser, car l'ampleur du phénomène varie en fonction du temps et affecte différemment les instruments. Les chiffres avancés en juin 2014 sont les suivants : l'erreur moyenne de parallaxe passerait de 290 microsecondes d'arc (objectif prévu) à 430 microsecondes d'arc en fin de mission pour le milliard d'étoiles les moins brillantes (magnitude 20), et cette dégradation par rapport aux objectifs irait en décroissant avec la diminution de la magnitude, jusqu'à être nulle pour les étoiles de magnitude 15 (erreur moyenne de 25 microsecondes d'arc comme prévu). En ce qui concerne les mesures spectroscopiques, l'erreur moyenne sur les étoiles de magnitude 20 passerait de 4 à 6-8 %, et celle sur les étoiles les plus brillantes serait de 0,4 % comme prévu. Ce serait le spectromètre assurant la mesure de la vitesse radiale (RVS) qui serait le plus affecté avec une perte de sensibilité de 1,5 magnitude.
Un deuxième problème concerne l'angle de base entre les miroirs, dont les variations, inévitables, sont mesurées toutes les quelques minutes par un interféromètre laser : sur la base de ces mesures, des corrections sont apportées aux données afin de maintenir la précision des mesures d'angle à 5 microsecondes d'arc. La phase de commission a mis en évidence que les variations de cet angle sont beaucoup plus importantes que prévu. Des analyses sont réalisées courant juin pour déterminer les impacts éventuels. Les ingénieurs espèrent pouvoir modéliser le phénomène, et ainsi en annuler l'effet sur les données,. Toutefois la majeure partie des objectifs de la mission doivent être remplis avec les données portant sur les étoiles dont la magnitude est 15 ou moins, et donc ne seraient pas affectés par les anomalies détectées. La phase de commission s'est achevée mi-juin, et Gaia a enchainé avec une phase d'observation opérationnelle continue de 28 jours. À l'issue de cette phase un bilan est effectué.
Le 28 juillet, cette phase de test est considérée comme achevée, et la mission scientifique débute. Les membres du bureau chargés de prononcer la recette du satellite considèrent que le satellite est opérationnel :
- le problème de la lumière parasite persiste. La modification de l'axe de Gaia par rapport au Soleil (42° au lieu de 45°) n'a pas apporté de changement significatif, et l'angle initial a été rétabli. Des modifications doivent être apportées au logiciel embarqué utilisé par l'instrument RVS, pour réduire l'impact de ce problème. Par ailleurs, il a été décidé de faire fonctionner RVS de manière permanente en haute résolution[23] ;
- les variations relativement fortes de l'angle entre les deux télescopes persistent également, avec une amplitude de 1 milliseconde d'arc. La prise en compte du phénomène repose sur l'optimisation de la qualité des mesures des variations par l'interféromètre BAM ;
- la décontamination des optiques contaminées par la vapeur d'eau dégazée après le lancement, qui réduit la quantité de lumière transmise, n'a pas pu être corrigée avec l'efficacité prévue durant la recette du satellite. Mais il est prévu des phases de décontamination au cours du second semestre 2014, qui devraient réduire les pertes lumineuses en dessous d'un seuil acceptable (10 %) ;
- les performances ont été revues pour prendre en compte les anomalies observées, sauf la contamination des miroirs par la glace, qui ne devrait pas persister[24].

### Phase de collecte des données (depuis juillet 2014)
La mission scientifique qui débute en juillet 2014 a une durée planifiée de 5 ans, au cours de laquelle les observations se font de manière quasi continue : il est prévu que le satellite n'interrompe ses observations que pendant 2 % de son temps. Tout au long de la phase opérationnelle, le satellite effectue 80 observations astrométriques par seconde sur chacun des neuf CCD consacrés à cette fonction, ainsi que 50 observations spectroscopiques sur chacun des trois CCD utilisés pour ces mesures. Les données sont transmises vers l'antenne parabolique de 30 m de la station terrestre de Cebreros, près de Madrid en Espagne, 11 heures par jour, avec un débit compris entre 4 et 8 mégabits par seconde. Là, elles subissent un premier traitement à l'ESAC situé à Villafranca, avant d'être transmises aux scientifiques réunis au sein du consortium DPAC, chargés de traiter les données et de publier le catalogue reprenant les résultats obtenus. Comme la majorité des missions de l'Agence spatiale européenne, Gaia est contrôlé depuis la station de l'ESOC, à Darmstadt en Allemagne,.

### Prolongements de la mission  (2020-2025)
Fin 2017, le comité scientifique de l'Agence spatiale européenne (SPC) donne son accord pour le prolongement de la mission Gaia de 18 mois du 25 juillet 2019 au 31 décembre 2020. Fin 2020 la mission est de nouveau prolongée jusque fin 2022. En mars 2023, la mission est prolongée une dernière fois jusqu'au deuxième trimestre 2025.

### Double incident du premier semestre 2024
Deux incidents ont coup sur coup perturbé le fonctionnement de Gaia durant le premier semestre 2024. En avril 2024, un micrométéorite d'un diamètre inférieur à celui d'un grain de sable parvient à transpercer l'enveloppe protégeant l'engin spatial permettant à une lumière parasite (intensité : un milliardième de celle de la lumière arrivant jusqu'à la Terre) d'atteindre les détecteurs CCD et de dégrader dans certains cas les données produites par ceux-ci. Gaia est conçu pour résister aux impacts de micro météorites, qui sont nombreux à cette distance de la Terre, mais la particule qui a occasionné ces dégâts avait à la fois une vitesse très importante et une incidence particulière. En mai 2024, alors que les ingénieurs étaient en train de traiter ce problème, l'électronique contrôlant un des 106 détecteurs CCD a cessé de fonctionner. Malheureusement ce détecteur joue un rôle pivot dans le système de production des données car il permet de confirmer la détection d'étoiles et donc d'éliminer les fausses détections. Privé de ce détecteur, Gaia s'est mis à transmettre des milliers de fausses détections submergeant les systèmes de traitement sur Terre. L'origine de ce problème n'est pas certaine (une anomalie liée au vieillissement n'est pas exclue car Gaia a été conçu pour fonctionner deux fois moins longtemps que son âge actuel). Mais cet événement a coïncidé avec une tempête solaire particulièrement violente qui a éjecté une grande quantité de rayons cosmiques, susceptibles de dégrader l'électronique. Pour traiter les conséquences de ces deux incidents, les équipes des différents centres de l'Agence spatiale européenne (ESOC, ESTEC et ESAC), du constructeur Airbus Defence and Space et les responsables de la charge utile du consortium Gaia ont travaillé ensemble durant plusieurs mois. Aucune réparation physique ne pouvant être réalisée, ce sont des modifications apportées au logiciel embarqué, notamment le relèvement du seuil de détection des étoiles, qui ont permis de réduire de manière considérable le nombre de fausses détections. Dans le cadre de ces travaux, les ingénieurs ont effectués différentes optimisations qui permettent de produire des données de meilleure qualité qu'auparavant.

### Fin du recueil des données (janvier 2025) et publication du catalogue final (2030)
Au début de l'année 2025 le satellite a pratiquement épuisé le gaz froid utilisé pour maintenir le satellite en rotation. Compte tenu du rythme de sa consommation (environ 12 grammes par jour) son épuisement est prévu fin janvier 2025. Le consortium décide d'arrêter les mesures le 15 janvier et d'utiliser le gaz restant pour effectuer des tests technologiques destinés à étudier le comportement de certains composants de l'engin spatial et des instruments avec l'objectif d'améliorer l'étalonnage des données recueillies et de contribuer à la conception des futures missions spatiales. Une fois ces tests achevés, Gaia, désormais inactif, quittera son orbite autour du point de Lagrange L2 pour être placé sur une orbite héliocentrique loin de  la sphère d'influence de la Terre pour ne pas encombrer les orbites utilisées par les missions actuelles ou futures. Il sera passivé vers mars/avril 2025,.
Un catalogue intermédiaire couvrant 5 années et demi de mesures devrait être publié en 2026 et le catalogue final exploitant 10 ans et demi de données sera publié à la fin de la décennie,,.

## Traitement des données et publication du catalogueGaia

### Traitement des données

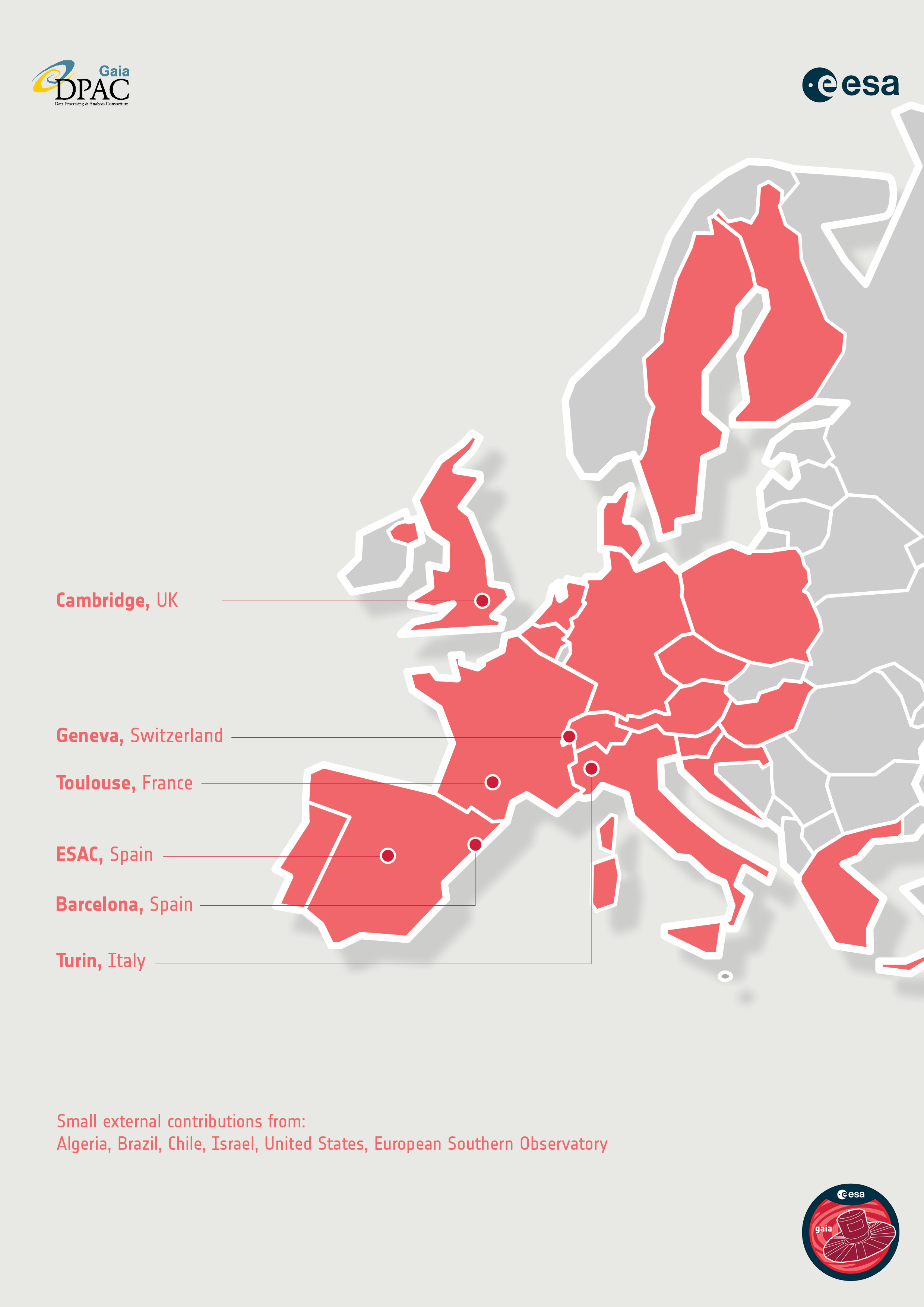
Le DPAC est un consortium rassemblant des ingénieurs et des scientifiques de 20 pays européens (sur cette carte) qui ont développé les traitements informatiques produisant le catalogue Gaïa. Ceux-ci sont exécutés dans six centres (indiqués sur cette carte).

Malgré la sélection effectuée à bord de l'observatoire spatial par les ordinateurs, le satellite Gaia transmet un grand volume de données, estimé à 50 gigaoctets par jour. Les 100 téraoctets de données accumulées en cinq ans d'observation doivent être analysées et assemblées pour aboutir à la publication d'un catalogue fournissant les informations astrométriques, photométriques et spectroscopiques d'environ un milliard d'objets célestes. Ces données sont reliées entre elles de manière complexe et leur traitement nécessite une puissance de calcul aux limites de l'état de l'art : il faut traiter environ 1021 opérations en virgule flottante. Pour mettre au point les traitements permettant de remplir cet objectif, une équipe internationale rassemblant 300 personnes, scientifiques et développeurs informatiques, au sein du Consortium de traitement et d'analyse de données (DPAC) développe des traitements informatiques permettant de transformer les données brutes. Les tâches de développement sont distribuées entre huit équipes spécialisées (CU) chacune dans un domaine technique (architecture système, simulation, etc.) ou tournées vers le type de données manipulé (traitement des données photométriques...). Les programmes sont exécutés dans six centres de traitement informatique (DPC) installés à Madrid, Genève, Toulouse (au CNES), Turin, Barcelone et Cambridge.

### Le catalogue Gaia
Le catalogue Gaia, synthétisant les résultats obtenus grâce aux données collectées, est publié en plusieurs versions pour permettre aux scientifiques de bénéficier des résultats sans attendre la version finale.

#### Première version (septembre 2016)
Un premier catalogue intermédiaire d'étoiles, réalisé à partir des données collectées par Gaia durant 14 mois (du 25 juillet 2014 au 16 septembre 2015), est publié le 14 septembre 2016. Ce catalogue, baptisé Gaia DR1 (Gaia Data Release 1), contient :
- la position et la magnitude d'un milliard[34] de sources. La précision des positions des étoiles les plus brillantes est de 0,5 mas ou mieux et celles des étoiles les moins lumineuses de 15 mas. La précision en magnitude est de 0,001 pour les plus brillantes et de 0,03 pour les plus faibles
- les distances et les mouvements propres de deux millions d'étoiles avec une précision sur la position de 0,3 milliseconde de degré et sur le mouvement de 1 milliseconde. Les distances sont trois fois plus précises que celles du catalogue Hipparcos utilisées jusque là et le catalogue porte sur vingt fois plus d'étoiles
- les courbes de lumière de 3 200 étoiles variables de type Céphéides et RR Lyrae
- les positions de 2 152 quasars de référence avec une précision sur la position de 0,2 à 1 mas.

#### Deuxième version (avril 2018)
La deuxième version du catalogue (Gaia DR2, Gaia Data Release 2) est diffusée le 25 avril 2018. À partir d'observations effectuées durant 22 mois (entre le 25 juillet 2014 et le 23 mai 2016), elle comprend :
- la position, la parallaxe et le mouvement propre de plus de 1,6 milliard[35] d'étoiles ainsi que leur magnitude dans différentes couleurs
- cette version fournit également la vitesse radiale de plus de sept millions d'étoiles
- la température estimée de 150 millions d'étoiles
- la courbe de lumière d'un demi-million d'étoiles variables dont des céphéides et des variables de type RR Lyrae
- les positions de plus de 13 000 objets dans le Système solaire (principalement des astéroïdes) basés sur 1,5 million d'observations[36].

#### Troisième version (décembre 2020 - 2022)
Une version préliminaire du troisième catalogue (Gaia EDR3), réalisée à partir des données collectées par Gaia durant 34 mois (du 25 juillet 2014 au 18 mai 2017), est publiée le 3 décembre 2020. Elle fournit des données astrométriques et photométriques plus précises que Gaia DR2. En moyenne, la précision des parallaxes est ainsi améliorée de 30 % et les mouvements propres sont deux fois plus précis. Ces paramètres sont désormais fournis pour plus de 1,45 milliard d'étoiles.
La version complète du catalogue, Gaia DR3, publiée en juin 2022, répertorie près de 1,8 milliard d'étoiles et indique la luminosité, la couleur, la position et la distance pour 1,5 milliard d'entre elles. En plus des données de Gaia EDR3, elle comprend la classification de dix millions d'étoiles variables, les systèmes planétaires et des données relatives à 813 000 systèmes binaires ou multiples,. Elle inclut aussi le Gaia Andromeda Photometric Survey (GAPS), qui contient les observations photométriques de toutes les sources situées dans un champ d'un rayon de 5,5 degrés centré sur la galaxie d'Andromède. Les données incluent la composition (métallicité) des étoiles et la distribution de la poussière interstellaire. Enfin, le catalogue indique le mouvement propre de certaines étoiles et le déplacement des astéroïdes du Système solaire.

### Publication intermédiaire FPR (octobre 2023)
Une publication de données Gaia couvrant une liste restreinte d'objets célestes spécifiques est publiée sous l'appellation FPR (Focused Product Release) en octobre 2023. Ces résultats sont généralement basés sur les données collectées sur les 34 premiers mois de la mission mais sauf pour les objets du système solaire et les sources de la région de l'amas globulaire Omega Centauri basées sur 66 mois d'observation. Le FPR comprend : 
- Des données astrométriques et photométriques détaillées pour une région du ciel à très haute densité : l’amas globulaire Omega Centauri ;
- Une analyse préliminaire de l’environnement des quasars pour identifier des lentilles gravitationnelles ;
- Des mesures de vitesse radiale pour les étoiles variables à longue période, à chaque époque d’observation ;
- Une information plus complète sur les bandes interstellaires diffuses, marqueurs du milieu interstellaire et obtenues à partir des spectres du Radial Velocity Spectrometer, le RVS ;
- Des données astrométriques à jour pour les objets du système solaire.

### Futurs catalogues (2026 et 2030)
Le quatrième catalogue Gaia DR4 doit être publié en 2026. Il exploitera les données collectées durant cinq ans et demi. Il comprendra les résultats astrométriques et photométriques ainsi que les vitesses radiales pour l'ensemble des étoiles. Toutes les solutions disponibles pour les étoiles variables et les étoiles non simples seront fournies ainsi qu'une liste d'exoplanètes. Le cinquième et dernier catalogue Gaia DR5, qui exploitera l'ensemble des données collectées jusqu'à la fin de la mission spatiale, sera publié fin 2030 (au plut tôt).

## Caractéristiques techniques du satellite
Gaia est un satellite de 2 030 kg au lancement, dont 920 kg pour la plateforme, 710 kg pour la charge utile, 335 kg d'ergols utilisés par les moteurs-fusées chargés des manœuvres jusqu'au début de la phase scientifique de la mission et 60 kg de gaz utilisé par les propulseurs à gaz froid utilisés durant le reste de la mission. La structure principale a la forme d'un prisme hexagonal de 3,5 m de haut pour 3 m de diamètre, en excluant le pare-soleil qui porte le diamètre à 10 m,.
Gaia comprend trois sous-ensembles :
- la charge utile qui doit remplir les objectifs, constituée de deux télescopes et d'instruments placés dans le plan focal ;
- la plateforme hébergeant les équipements chargés de faire fonctionner le satellite (contrôle d'attitude, propulsion, télécommunications, énergie, ordinateur de bord) ;
- un pare-soleil de grand diamètre (10 m), qui doit permettre de maintenir une température très régulière afin d'éviter toute déformation mécanique susceptible d'abaisser la précision des mesures.

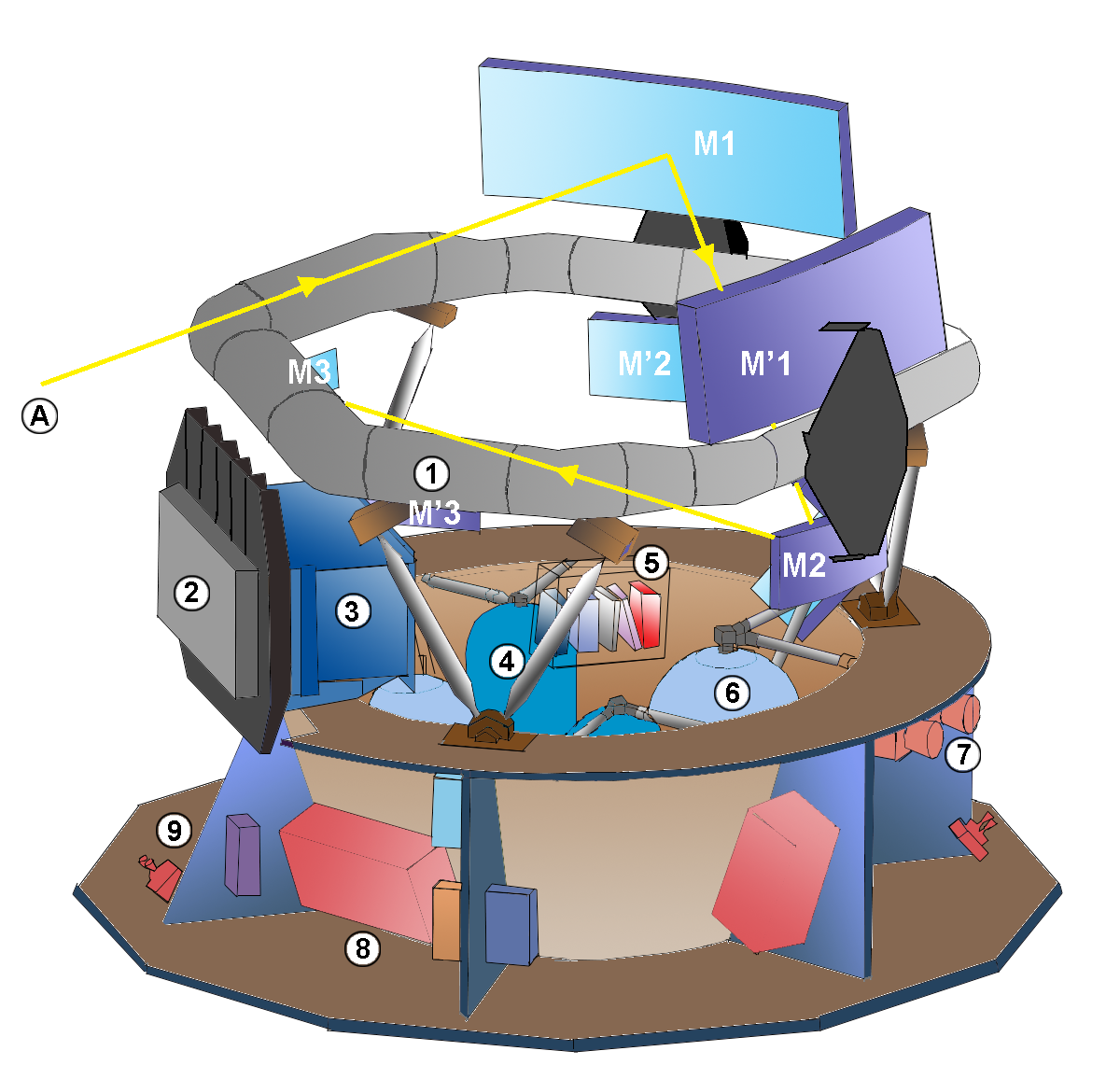
Schéma de Gaia sans son pare-soleil et sa protection thermique externe : M1, M2 et M3 : Miroirs du télescope 1 ; M'1, M'2 et M'3 : Miroirs du télescope 2 ; Miroirs non visibles : M4, M'4, M5, M6; A Chemin optique télescope 1 du miroir M1 à M3 ; 1 Banc optique ; 2 Électronique plan focal ; 3 Plan focal et radiateur ; 4 Réservoirs d'azote ; 5 Spectroscope à réseau de diffraction ; 6 Réservoirs d'ergols liquides ; 7 Viseurs d'étoile ; 8 Électronique télécoms, batteries… ; 9 Propulsion principale.

### Plateforme
La plateforme SVM (Service Module) de Gaia, hébergeant les équipements chargés de faire fonctionner le satellite, forme un cylindre d'environ 1 m de hauteur pour 3 m de diamètre. Située à la base du satellite, elle est constituée de deux plateaux reliés entre eux par un cône hexagonal occupant la partie centrale, qui assure la transmission des efforts mécaniques entre le lanceur et le satellite. Cette structure est réalisée en aluminium avec des cloisons en plastique à renfort fibre de carbone. Le cône central est occupé par les réservoirs d'ergols, tandis qu'à l'extérieur de celui-ci se trouvent les différents équipements.

#### Propulsion
Gaia dispose d'un système de propulsion à ergols liquides chargé des corrections de trajectoire, du contrôle d'orientation de la mise en rotation et de l'injection sur l'orbite définitive durant la première phase de la mission. Il est constitué de huit moteurs-fusées d'une poussée nominale de 10 Newton modulable entre 6 et 12,5 N. et consommant un mélange hypergolique de UDMH et de peroxyde d'azote. L'impulsion spécifique est de 281 s. Le satellite emporte environ 400 kg d'ergols. Une fois le satellite entré dans sa phase opérationnelle, le système de propulsion liquide est relayé par des propulseurs à gaz froid redondants, qui permettent de contrôler l'orientation du satellite : ceux-ci sont regroupés en quatre groupes de tuyères dont la poussée est modulable entre 1 et 500 µN. Ils sont alimentés par de l'azote stocké à une pression de 310 bar, dans deux réservoirs contenant chacun 28,5 kg d'azote. Durant toute la durée de la mission autour du point L2, le système de propulsion chimique est utilisé une fois par mois pour effectuer les corrections d'orbite.

#### Énergie
Des panneaux solaires, constitués de cellules solaires à base d'arséniure de gallium triple jonction, fournissent 1,91 kW d'énergie. Ils sont situés sur la base du satellite tournée en permanence vers le Soleil. Une partie (7,3 m2) est située à la base de la plateforme, tandis que six panneaux représentant une surface totale de 5,5 m2 sont fixés sur le pare-soleil déployé en orbite. L'énergie est stockée dans des batteries lithium-ion ayant une capacité totale de 60 Ah.

#### Ordinateur de bord
L'ordinateur de bord utilise un microprocesseur durci ERC32. Il utilise des unités d'entrées-sorties spécialisées pour manipuler le grand volume de données. Le PDHU (Payload Data Handling Unit) est chargé de stocker, en attendant leur transmission vers la Terre, les images issues des télescopes. Le milliard de pixels des CCD placés au plan focal a nécessité une mémoire de masse d'une capacité exceptionnelle (dans le domaine spatial) de 960 gigabits constituée de 240 modules SDRAM de 4 gigabits. Le PDHU communique avec ces CCD via 7 bus redondants de type SpaceWire, ayant chacun un débit de 40 mégabits par seconde ,.

#### Contrôle d'attitude
Pour remplir sa mission, Gaia doit utiliser un système de contrôle d'orientation d'une très grande précision et ne générant aucune vibration, ce qui exclut les gyroscopes mécaniques. Le satellite utilise trois gyromètres à fibre optique pour détecter les changements d'orientation et les variations de vitesse de translation ou radiales. Ce dispositif est complété par des viseurs d'étoiles et trois capteurs solaires de précision.

#### Traitement des données et leur transmission
Du fait des changements d'orientation du satellite, la direction de la Terre est constamment modifiée. Or une antenne à moyen gain, à faisceau étroit, doit être utilisée pour transmettre le très grand volume de données généré par les instruments. Il faut donc pouvoir orienter le faisceau. Pour éviter les vibrations générées par une antenne orientable, les constructeurs ont opté pour une antenne réseau à commande de phase de 1,5 m de diamètre, qui permet de modifier l'orientation du faisceau de 60° sans déplacement mécanique, et qui a un gain de 16,8 dB pour une puissance consommée de 250 W. L'antenne, en forme de cône tronqué de 33 cm de haut, se situe au centre la base du satellite tournée vers le Soleil,. Elle permet de transmettre environ 1 mégabit par seconde en moyenne durant des sessions qui durent environ huit heures par jour. Il faut donc le reste du temps stocker les données collectées alors que le contenu du plan focal représente plusieurs gigabits par seconde. Les données produites par les CCD sont donc analysées et retraitées par un système interne pour ne conserver que l'information utile (quelques dizaines de pixels autour des objets identifiés comme des étoiles), avant transmission. Ce choix permet, contrairement à l'option alternative reposant sur un catalogue prédéfini d'étoiles à observer, de suivre les astéroïdes détectés ou bien encore de découvrir de nouveaux objets. En contrepartie, il impose un traitement complexe par les ordinateurs embarqués du satellite, lorsque les télescopes sont pointés vers les champs stellaires les plus denses. L'antenne moyen gain est complétée par deux antennes faible gain omnidirectionnelles, utilisées pour transmettre les télémesures et recevoir les commandes du sol.

### Pare-soleil et protection thermique du satellite
Le pare-soleil déployable DSA (Deployable Sunshield Assembly), qui entoure la base du satellite, porte son diamètre à 10,5 m. Il est constitué de 12 panneaux de 0,8 m sur 3,3 m, dont la structure est constituée par des tubes en composite fibre de carbone renforcé, s'articulant à la base de la plateforme, et qui sont recouverts par deux épaisseurs de matériaux isolants. Lors du lancement, les panneaux sont repliés le long du satellite et maintenus par des boulons explosifs dans cette position. Une fois Gaia dans l'espace, les boulons sont détruits par un dispositif pyrotechnique et le pare-soleil est déployé par des ressorts assistés de deux moteurs électriques. Le système de déploiement fonctionne à la manière des baleines d'un parapluie. L'envergure particulièrement importante du pare-soleil a été choisie pour maintenir en permanence tout le satellite à l'ombre, en tenant compte de l'angle de 45° formé par son axe de rotation avec la direction du Soleil. La plateforme rassemble tous les équipements générateurs de chaleur et elle est séparée de la charge utile par des matériaux isolants. Pour limiter les transferts thermiques par conductivité, la charge utile est fixée sur un tore relié au reste du satellite uniquement par trois bipodes. Enfin, une « tente thermique » recouvre entièrement la charge utile, mis à part trois orifices percés pour les télescopes et le radiateur du plan focal. Cette tente est constituée d'une structure en fibre de carbone renforcé, fixée à la plateforme recouverte d'un isolant multi-couches. Son rôle consiste également à arrêter les micrométéorites et à protéger la charge utile du rayonnement externe.

### Charge utile
La charge utile de Gaia, qui a pour rôle de remplir les objectifs assignés à la mission, est contenue dans un cylindre de 2 m de haut pour 3 m de diamètre. Elle comprend deux télescopes qui observent dans deux directions différentes formant un angle de 106,5°. Ils sont caractérisés par une ouverture de 1,45 × 0,50 m, un champ optique de 1,7° × 0,6° et une longueur focale de 35 m. Chaque télescope comporte un miroir primaire d'une superficie de 1,46 × 0,51 m. Les rayons lumineux sont successivement réfléchis par six miroirs. Les trois premiers (M1 à M3 et M'1 à M'3) sont propres à chaque télescope. Les images captées par les deux télescopes sont combinées au niveau du 4e miroir (M4/M'4), puis réfléchies par deux miroirs communs M5 et M6. Les images superposées arrivent alors au plan focal commun de 1,0 × 0,5 m. Sa taille constitue un nouveau record pour un télescope envoyé dans l'espace. Le plan focal contient 106 CCD de 4 500 × 1 966 pixels, soit un milliard de pixels en tout, qui transforment les photons émis à l'origine par les astres observés en image et en spectre. Les miroirs et le plan focal sont fixés sur un banc optique en forme de tore hexagonal, qui joue le rôle de support pour tous les équipements. Les miroirs comme le banc optique sont réalisés en carbure de silicium. Ce matériau présente l'avantage d'être léger et peu sensible aux variations de température. Or la précision des mesures effectuées par Gaia dépend en grande partie de la stabilité des dimensions de sa structure.
Gaia dispose de trois instruments scientifiques, qui utilisent tous comme détecteurs les CCD placés au niveau du plan focal, mais qui se différencient par les dispositifs optiques (prismes, réseau de diffraction) placés sur le chemin de la lumière collectée par les télescopes :
- l'instrument astrométrique AF (Astrometric Field), destiné à la mesure de la position angulaire des étoiles de magnitude 5,7 à 20 ;
- l'instrument spectrophotométrique (RP et BP), utilisant deux prismes, permettant l'acquisition de spectres d'étoiles. L'instrument fournit l'intensité lumineuse dans les bandes spectrales 320-660 nm et 650–1 000 nm, dans la même gamme de magnitude (étoiles jusqu'à une magnitude de 20) ;
- le spectromètre haute résolution RVS (Radial Velocity Spectrometer), permettant de mesurer la vitesse radiale des étoiles par l'acquisition de spectres de haute résolution dans la bande spectrale 847-874 nm (domaine des raies du calcium ionisé), pour des objets jusqu'à la magnitude 17 environ.

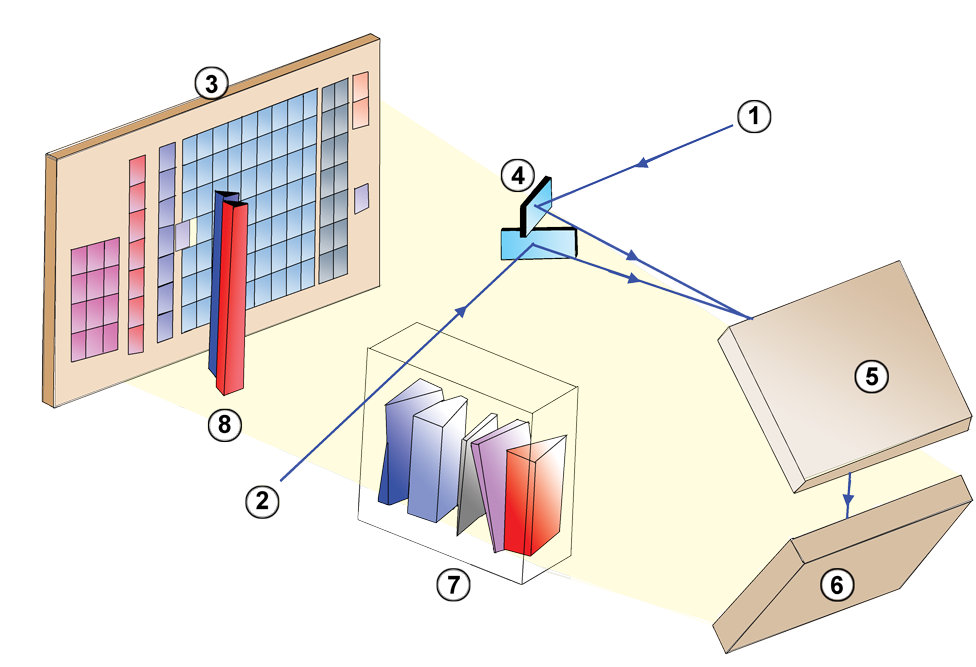
Des miroirs M4/M'4 au plan focal : 1 et 2 Faisceau lumineux en provenance des miroirs M3 et M'3 ; 3 Plan focal ; 4 Miroirs M4/M'4 ; 5 Miroir M5 ; 6 Miroir M6 ; 7 Réseau de diffraction du spectromètre RVS ; 8 Prismes des photomètres BP et RP.
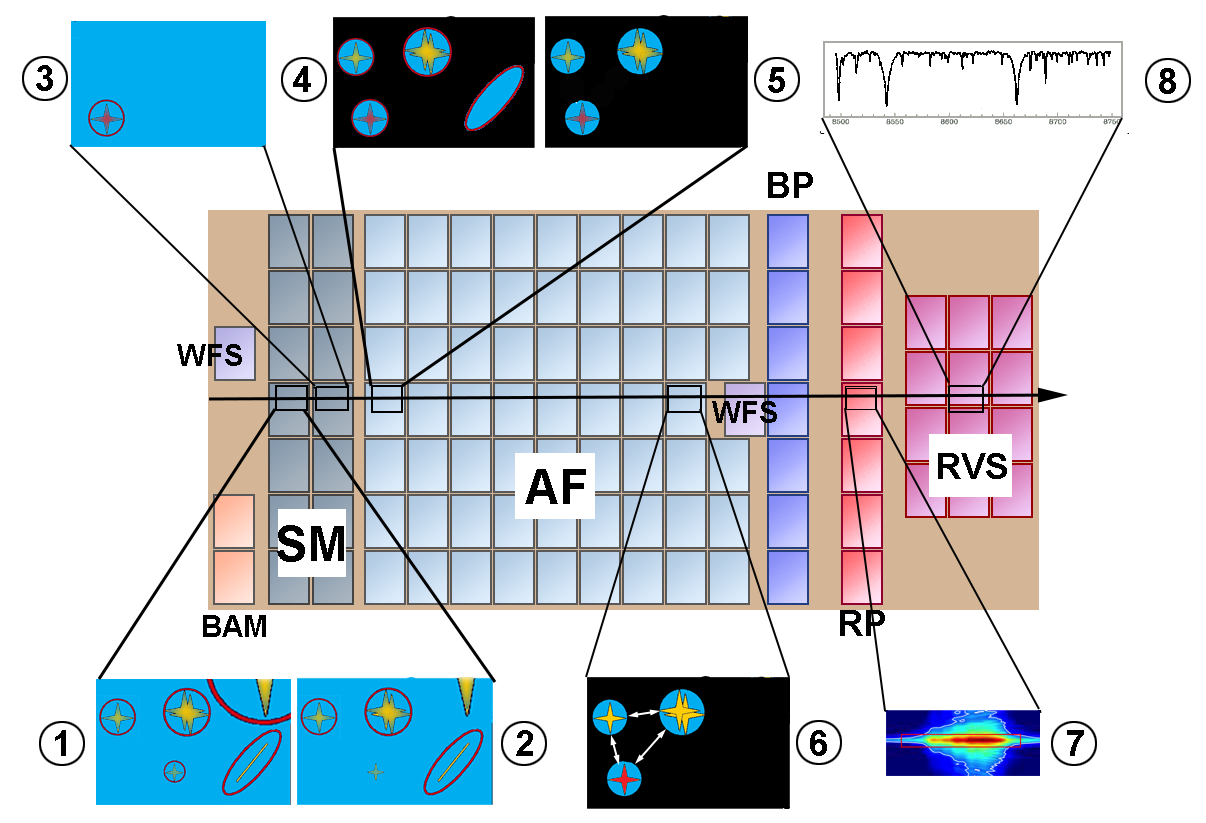
Le plan focal est composé de 106 CCD de différents types. Un champ d'étoiles observé par le télescope 1 traverse le plan focal au fur et à mesure de la rotation de Gaia : il est analysé dans le SM (sky mapper), qui détecte les objets à étudier, en élimine certains et détermine la position et le mouvement des autres (gros plans 1 et 2) ; la deuxième colonne du SM fait un travail similaire sur le champ d'étoiles observé par le télescope 2 (gros plan 3) ; les deux images sont superposées par la suite ; seuls les pixels entourant les objets détectés sont lus dans les CCD de l'AF  (Astrometic Field), et les « fenêtres » de pixels, correspondant à des rayons cosmiques détectés dans la phase précédente, sont éliminés (gros plans 4 et 5) ; en progressant à travers les CCD de l'AF, l'image se fait plus nette. La superposition des champs d'étoiles des deux télescopes permet de mesurer directement les angles entre étoiles très écartées (gros plans 6) ; un spectre de l'énergie de chaque objet suivi est obtenu par les CCD BP et RP (gros plan 7) ; enfin un spectre détaillé de chaque objet est obtenu dans une bande de fréquence étroite (gros plan 8) via les CCD du RVS (Radial Velocity Spectrograph).

### Fonctionnement
Gaia est en rotation lente et les images formées par les télescopes traversent le plan focal au fur et à mesure de sa rotation, franchissant successivement les 17 colonnes de CCD à la vitesse d'un CCD toutes les 4,42 s. Tous les CCD, sauf ceux chargés de la correction de la géométrie des télescopes et ceux effectuant la première détection des objets célestes (star mapper), fonctionnent en mode fenêtrage : seuls les pixels correspondant aux objets sont lus, ce qui permet d'éliminer d'emblée une grande quantité de données non porteuses d'information,.

#### BAM et WFS: les systèmes de correction de la géométrie des télescopes
La préservation de la géométrie de l'ensemble de la partie optique - en particulier le maintien de l'angle formé par les axes optiques des deux télescopes - est fondamentale pour parvenir à obtenir une précision des mesures conforme aux objectifs. Différents facteurs peuvent porter atteinte à la géométrie désirée : des petites erreurs de réglage au sol, immédiatement après le lancement, la relaxation de la structure se retrouvant en apesanteur, ou encore les variations thermiques. Les deux CCD inférieurs de la première colonne du plan focal, formant le BAM (Basic Angle Monitor), sont utilisés pour analyser l'image réfléchie par les miroirs M2 et M'2 qui a traversé auparavant un interféromètre de Young. L'image qui se forme sur ces CCD permet de mesurer l'écart de l'angle formé par les axes des deux télescopes par rapport à la valeur cible. Ce contrôle est complété par les données fournies par les deux CCD, dits WFS (wave-front sensor), qui sont des analyseurs de front d'onde de type Shack-Hartmann. Les deux types de détecteur, BAM et WFS, déclenchent si nécessaire les corrections à apporter aux résultats, pour tenir compte des faibles variations de la géométrie du télescope. La précision de la mesure des instruments est inférieure à 24 µas (microsecondes d'arc) pour les étoiles d'une magnitude apparente de 15, et les concepteurs de Gaia estiment que l'erreur induite par les changements thermiques, lors de la rotation complète du satellite en 6 h, pourrait atteindre un maximum de 6 µas,.

#### SM: l'identification des étoiles

Image prise le 7 février 2017 par le en (SM) d'une portion du ciel de 0,6 x 0,6 degré proche du centre de notre galaxie. On peut y distinguer 2,8 millions d'étoiles.

Les deux colonnes suivantes de CCD sont les « repéreurs d'étoiles » du SM (sky mapper) : ils sont chargés d'identifier les objets célestes (étoiles…) qui apparaissent dans le plan focal, de repérer leur position et de mesurer leur déplacement. Une des colonnes n'est éclairée que par le premier télescope, l'autre par le second (la lumière provient du miroir M4/M'4 lorsque les deux images n'ont pas encore été combinées). Le logiciel embarqué, Pyxis, sait, une fois que l'objet a traversé ces CCD, de quel télescope il provient et quelle va être sa position lors de sa traversée des colonnes suivantes de CCD. Il reconstitue ces informations en exploitant les données fournies par le système de contrôle d'attitude, qui lui indique comment le satellite modifie son orientation dans le ciel. Avec ces informations, seuls les pixels utiles, c'est-à-dire entourant la position de l'objet au fur et à mesure de sa progression dans le plan focal, seront exploités par la suite.

#### AF: les mesures astrométriques
Les neuf colonnes de CCD suivantes, formant l'AF (Astrometic Field), sont utilisées pour déterminer les données astrométriques, c'est-à-dire la position de l'étoile, son vecteur de déplacement et sa parallaxe. La première colonne est également utilisée pour confirmer la détection des objets réalisée par le star mapper. Cela permet d'éliminer notamment les fausses détections liées à l'impact de rayons cosmiques sur les CCD du star mapper. Le nombre de CCD (généralement neuf) que traverse l'image permet d'accroître la quantité d'information accumulée sur chaque objet identifié. Le champ de 0,6 degré carré, projeté sur le plan focal, permet de multiples mesures dans toutes les directions entre les étoiles du même champ (télescope 1 ou 2), mais également avec les étoiles du champ situé dans une direction quasi orthogonale (étoiles observées par le télescope 1 par rapport à celles observées par le télescope 2).

#### BP et RP: les mesures photométriques
L'objet observé traverse ensuite deux colonnes de CCD permettant d'effectuer des observations photométriques, c'est-à-dire de mesurer la dispersion spectrale de l'énergie émise par l'étoile. À cet effet, les rayons lumineux parvenant jusqu'à ces CCD traversent auparavant un prisme qui étale la lumière sur une longueur d'environ 45 pixels, au niveau des CCD, le long de l'axe de déplacement. Le prisme à dispersion réduite est fixé à très faible distance du plan focal, sur le radiateur situé à l'avant de celui-ci. Il y a successivement deux spectrophotomètres BP (Blue Photometer) et RP (Red Photometer) avec, à chaque fois, un prisme et une colonne de CCD. Ils fournissent des spectres à basse résolution (~100), respectivement pour les longueurs d'onde 330 à 680 nm, avec une résolution qui varie de 3 à 27 nm/px, et ∼640 à 1 050 nm, avec une résolution qui varie de 7 à 15 nm/px,.

#### RVS: les mesures spectrométriques
Enfin l'objet observé traverse trois colonnes de CCD limitées à quatre CCD en hauteur du spectromètre RVS (Radial Velocity Spectrometer), qui fournissent la vitesse radiale des étoiles dont la magnitude apparente est inférieure à 17. Les rayons lumineux frappant ces CCD ont traversé auparavant un spectroscope à réseau de diffraction, qui décompose la lumière avec une résolution spectrale moyenne d'environ 11 500. Le spectre observé est limité au proche infrarouge (entre 847 et 871 nm), ce qui correspond au pic d'intensité lumineuse des étoiles de type G et K. Celles-ci représentent la majorité des étoiles observées, compte tenu des capacités du spectromètre. Les mesures sont effectuées sur les étoiles d'une magnitude apparente inférieure à 17,.

### Caractéristiques des CCD
Les CCD utilisés dans le plan focal sont de type photodétecteur à report et intégration (TDI), c'est-à-dire que l'image de l'étoile (par exemple), qui se forme sur le premier CCD du plan focal, continue à se renforcer au fur et à mesure de l'avancée de l'image : les charges électriques générées par les photons sont transférées de pixel en pixel à la même vitesse que la progression de l'image. Chaque CCD dispose de 4 500 lignes et 1 996 colonnes, avec une taille de pixel de 10 × 30 µm, de manière à obtenir une résolution élevée dans la direction du déplacement de l'image. L'image traverse les 4 500 lignes d'un CCD en 4,42 s. Les CCD ont été réalisés dans trois variantes optimisant l'efficacité quantique en fonction des longueurs d'onde exploitées. Les CCD de l'instrument astrométrique regroupant SM et AF sont réalisés en silicium standard, avec une couche anti-réflexion à large bande. Les CCD de l'instrument BP se caractérisent par un traitement du bleu amélioré sur le dos du composant et au niveau de la couche anti-réflexion. Les CCD des instruments RP et RVS sont réalisés dans un silicium à plus forte résistivité, avec une couche anti-réflexion optimisée pour améliorer la réponse au proche infrarouge. Compte tenu des caractéristiques des CCD, l'instrument astrométrique AF remplit ses objectifs de détection (Magnitude jusqu'à 20) lorsque la densité d'étoiles est inférieure ou égale à 750 000 étoiles par degré carré. Au-delà de cette densité, seules les étoiles les plus brillantes sont détectées et la magnitude 20 n'est pas atteinte. L'instrument spectroscopique peut atteindre des objectifs d'une magnitude allant jusqu'à 16, lorsque la densité des étoiles est inférieure ou égale à 36 000 étoiles par degré carré

## Objectifs scientifiques
La justification de la mission spatiale Gaia découle de plusieurs constats :
- la luminosité intrinsèque des étoiles est calculée à partir de leur luminosité apparente et de leur distance. La seule mesure des distances n'impliquant pas d'hypothèse physique découle de la mesure des parallaxes, or leur mesure à partir du sol est trop imprécise à cause des effets de l'atmosphère et des erreurs systématiques instrumentales ;
- il faut observer les objets les plus faibles pour avoir une vision complète de la fonction de luminosité stellaire[pas clair], et d'autre part il faut observer tous les objets jusqu'à une certaine magnitude de manière à avoir des échantillons non biaisés ;
- pour connaître les phases d'évolution stellaire les plus rapides, et contraindre ainsi les modèles d'évolution, il faut observer suffisamment d'objets. Un nombre important d'objets est également nécessaire pour connaître notre Galaxie : un milliard d'étoiles représente approximativement moins de 1 % de son contenu ;
- une très bonne précision astrométrique et cinématique est nécessaire pour connaître correctement les différentes populations stellaires, en particulier les plus lointaines, pour reconstituer les orbites stellaires, etc.

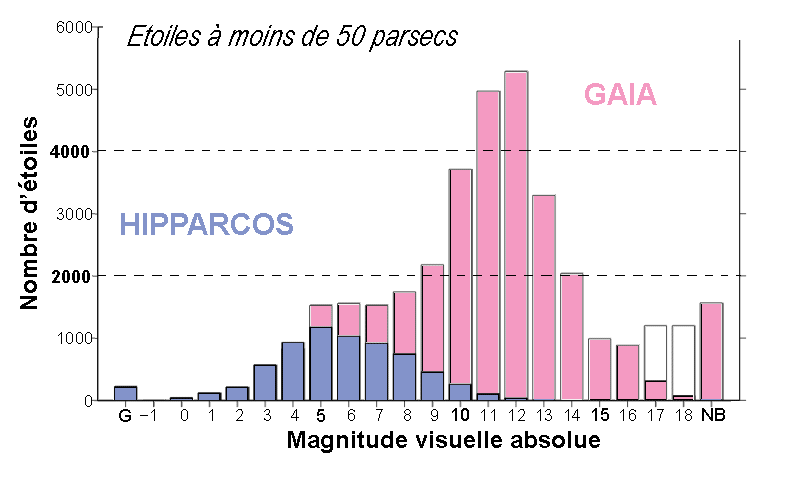
Comparaison du nombre d'étoiles à moins de 50 parsecs du Soleil détectées par Gaia (en rose) avec les détections réalisées par Hipparcos. Le nombre d'étoiles est ventilé en fonction de leur luminosité réelle (magnitude absolue). À l'extrême gauche les géantes rouges (G) et à l'extrême droite les naines blanches (NB). Seules les étoiles de magnitude absolue 17 et 18 seront mal détectées par Gaia.

La conception de Gaia repose sur ces constats. Des contraintes techniques imposent des limites au nombre d'objets observés, à la capacité à observer les objets peu lumineux et à la précision qui peut être obtenue. Compte-tenu de celles-ci, les performances prédites sont les suivantes :
- mesure de tous les objets (plus d'un milliard) d'une magnitude V inférieure ou égale à 20. Les 6 000 étoiles les plus brillantes (magnitude apparente ≤ 6) ne sont pas observées ;
- précision de 7 millionièmes de seconde d'arc (μas) à la magnitude V = 10 (précision équivalente à la mesure du diamètre d'un cheveu à 1 000 km), entre 12 et 25 µas à V = 15, entre 100 et 300 µas à V = 20, ceci dépendant du type d'étoile ;
- soit environ 20 millions d'étoiles avec une précision en distance meilleure que 1 % et 40 millions avec une précision en vitesse tangentielle meilleure que 0,5 km/s.

|                           | Hipparcos                   | Gaia |
| ------------------------- | --------------------------- | --- |
| Limite de magnitude       | V = 12                      | V = 20 |
| Couverture                | 7,3 à 9                     | 20 |
| Luminosité maximale       | 0                           | 6 |
| Nombre d'objets           | 120 000                     | 26 millions pour V = 15 250 millions pour V = 18 1 000 millions pour V = 20                                      |
| Limite distance effective | 1 kiloparsec                | 1 mégaparsec |
| Quasars                   | aucun                       | 500 000 |
| Galaxies                  | aucune                      | 106 à 107 |
| Précision position        | 1 milliseconde (10-3) d'arc | 7 microsecondes (10-6) d'arc pour V = 10 12-25 microsecondes d'arc pour V = 15 100-300 microsecondes pour V = 20 |
| Photométrie               | 2 couleurs                  | spectre à faible résolution jusqu'à V = 20                                                                       |
| Vitesse radiale           | aucune                      | 15 km/s à V = 16-17                                                                                              |
| Programme d'observation   | objets présélectionnés      | complet, limité uniquement par la magnitude                                                                      |

Selon les modèles simulant le fonctionnement de Gaïa compte-tenu des performances attendues, Gaia devrait contribuer significativement aux thématiques suivantes :

### Structure et histoire de la Voie lactée

Quatre cartes de notre galaxie réalisées à l'aide des données du troisième catalogue Gaïa montrant chacune différentes caractéristiques de celle-ci : vitesse radiale (en haut à gauche), mouvement propre (en bas à gauche), densité de la poussière interstellaire (en haut à droite) et métallicité (en bas à droite).

Notre Galaxie, la Voie lactée, est constituée de plusieurs sous-ensembles — disque mince, disque épais, bras spiraux, bulbes et barres, halos, amas globulaires, zones de formation d'étoiles (pouponnières d'étoiles), amas ouverts — dont les caractéristiques et les composants élémentaires (environ 400 milliards d'étoiles) sont mal connus. La Galaxie a évolué depuis sa formation initiale et les phénomènes qui lui ont donné sa configuration actuelle — tels que les fusions avec d'autres galaxies ou les instabilités avec transferts de moment cinétique (ou angulaire) — peuvent potentiellement être reconstitués à travers les déplacements actuels des étoiles. Gaia, en recensant avec une grande précision les positions et les déplacements d'un milliard d'étoiles situées dans la Galaxie (1 % de la population totale), dans un grand nombre de cas, doit permettre :
- d'étudier la formation et l'évolution de notre Galaxie ;
- de déterminer la structure spatiale et cinématique de toutes les populations d'étoiles, dans toutes les parties de la Voie lactée ;
- de déterminer l'âge et la métallicité des étoiles de différentes populations, ainsi que l'âge des plus vieux objets.

De manière plus générale, Gaia va permettre, pour la première fois, de confronter les modèles de formation des galaxies les plus lumineuses, telles que la Voie lactée, avec des données quantitatives significatives. Celles-ci permettront de reconstituer l'histoire de la formation des étoiles et la distribution de l'abondance en éléments chimiques, qui permettent de déduire l'histoire de l'accrétion des gaz et la cinématique des astres. Ces trois processus sont à l'origine de la formation des galaxies. Gaia doit permettre ainsi de répondre à des questions telles que : est-ce que les grandes galaxies résultent de la fusion de plusieurs petites galaxies ? Est-ce que la formation des étoiles débute dans un puits gravitationnel dans lequel la majeure partie du gaz qui va les constituer s'est déjà accumulé ? Comment et quand se forme le bulbe galactique ?

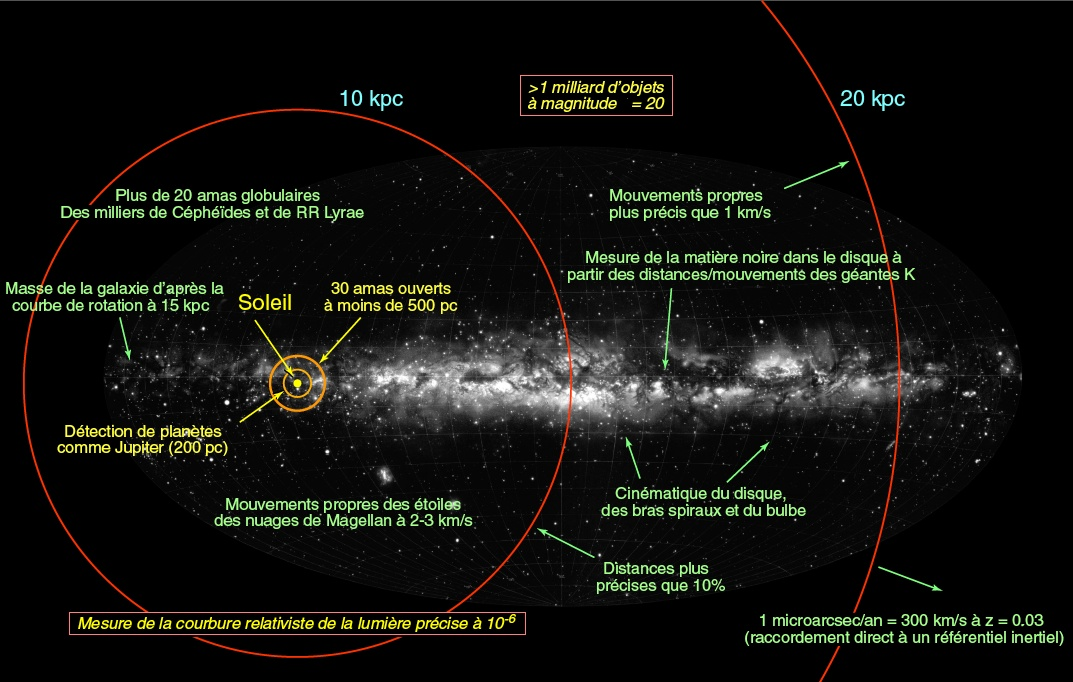
Performances scientifiques attendues de Gaia à l'échelle de notre Galaxie, la Voie lactée (1 kpc = 1 kiloparsec soit 3261 années-lumière). En arrière-plan une photo du disque de la Voie lactée qui fait environ 25 kpc de long, telle que nous la voyons de la Terre, c'est-à-dire par la tranche.

### Détection d'exoplanètes
Gaia détectera de nombreuses planètes extrasolaires par la méthode du transit (modification de l'intensité lumineuse d'une étoile lorsqu'une planète passe devant celle-ci) et par astrométrie. Pour les transits, il est prévu que ces variations puissent être détectées par les CCD de l'instrument AF, pour les étoiles ayant une magnitude apparente inférieure à 16, et qu'une variation de 0,001 magnitude puisse être mesurée pour les étoiles d'une magnitude inférieure à 14 (c'est-à-dire plus brillante que la magnitude 14). À titre d'illustration, lorsqu'une planète de type Jupiter passe devant une étoile de la taille de notre Soleil, la baisse du flux lumineux parvenant de l'étoile est environ de 0,01 magnitude. En se basant sur le nombre actuel de découvertes d'exoplanètes, on estime que Gaia devrait détecter en fin de mission environ 6 500 planètes par la méthode des transits et 21 000 par astrométrie. Pour les étoiles situées à moins de 200 parsecs du Soleil et ayant une magnitude apparente inférieure à 13, les mesures astrométriques seront suffisamment précises pour déterminer les caractéristiques orbitales et la masse des planètes de la taille de Jupiter. Gaia mesurera les caractéristiques de plusieurs milliers d'entre elles au cours de sa mission de cinq ans.

### Physique stellaire

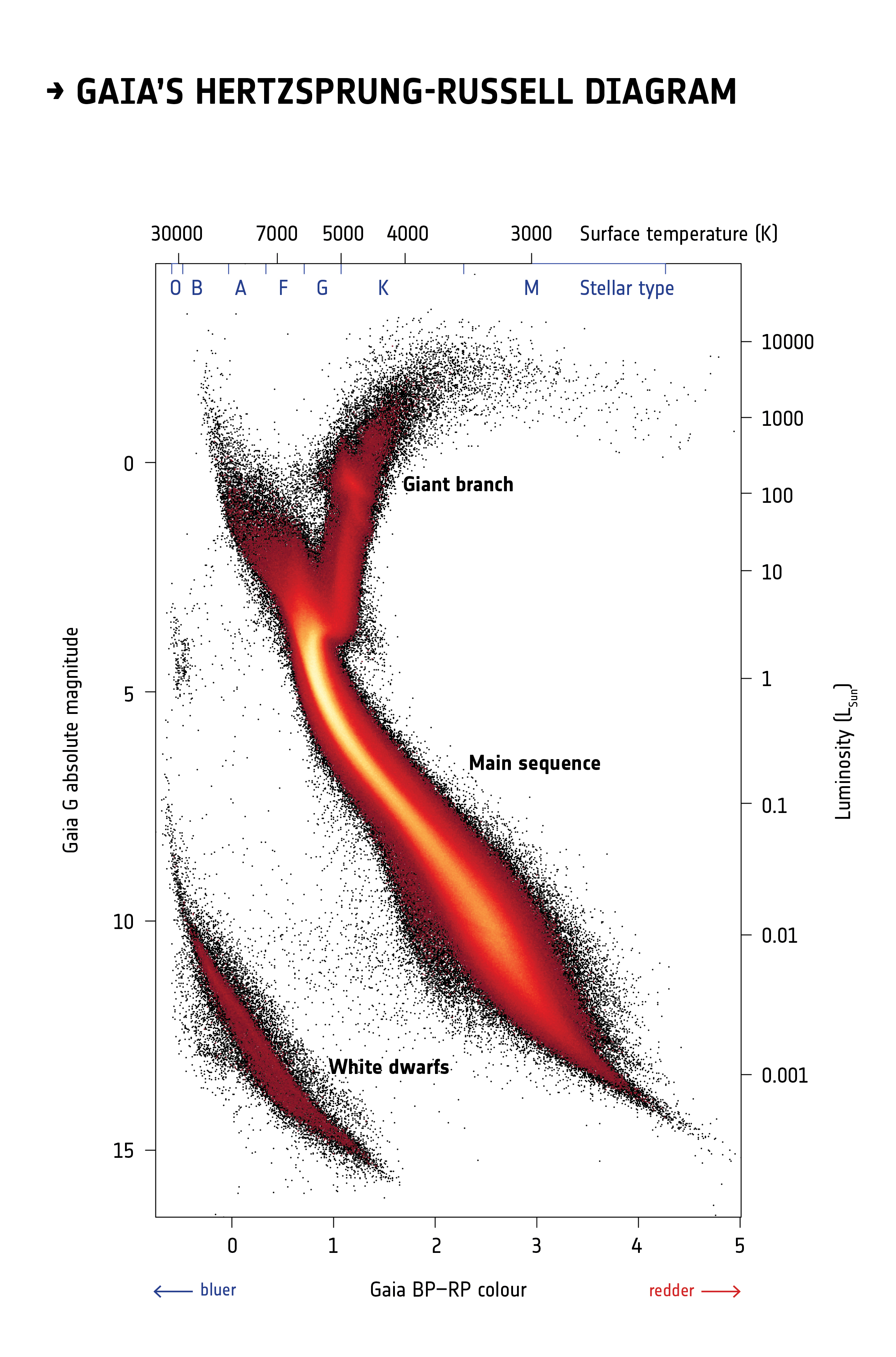
Le diagramme de Hertzsprung-Russell réalisé à l'aide des données du second catalogue Gaïa.

- Statistiques de tous les types d'étoiles, y compris dans les phases d'évolution rapide du diagramme de Hertzsprung-Russell.
- Détermination des paramètres fondamentaux (masse, rayon, luminosité, température et composition chimique).
- Détection systématique (quoique non exhaustive) de la binarité et de la variabilité.
- Contraintes pour les modèles de structure et d'évolution stellaire.

### Système solaire
Les instruments de Gaia devraient observer plusieurs milliers d'astéroïdes se déplaçant dans la ceinture d'astéroïdes entre Mars et Jupiter. Ils devraient également pouvoir mesurer les caractéristiques de plusieurs milliers de géocroiseurs dont l'orbite se situe en partie à l'intérieur de celle de la Terre. Le satellite est particulièrement bien placé pour observer ces objets dont la majeure partie de l'orbite n'est pas visible depuis la Terre car située dans la direction du Soleil. Il est également mieux placé que la majeure partie des observatoires terrestres pour observer des objets circulant sur des orbites exotiques c'est-à-dire éloignés de l'écliptique. Gaia permettra la détermination des orbites des astéroïdes avec une précision inégalée. Lorsqu'un astéroïde s'approchera suffisamment près d'une planète, Gaia mesurera la faible déviation liée aux forces gravitationnelles. On estime que Gaia mesurera ainsi, sur la durée de sa mission, la masse d'environ 150 astéroïdes, avec une incertitude maximale de 50 % (en 2009, seuls 20 astéroïdes ont leur masse connue avec cette précision). Les données photométriques fourniront des indications sur les propriétés de la surface des astéroïdes, permettant d'affiner leur classification.
Peu d'objets de la ceinture de Kuiper seront visibles par Gaia. On ne connaît que 65 objets ayant une magnitude apparente inférieure à 20 - la limite de détection de Gaia - et on estime qu'ils constituent 75 % d'entre eux. Le satellite devrait donc en détecter au plus quelques dizaines supplémentaires. Sa contribution principale devrait alors porter sur les objets circulant avec une forte inclinaison ou dans la direction de la Voie lactée, deux régions difficilement observables depuis la Terre. Enfin Gaia pourrait déterminer l'albédo et la masse des objets les plus importants de la classe des Centaures circulant entre Jupiter et Saturne.
La genèse des 3 250 astéroïdes troyens de Jupiter constitue une énigme. Gaia, en mesurant précisément leurs positions, leurs déplacements et leurs propriétés photométriques, pourrait contribuer à identifier leur mode de formation.
La Terre a connu par le passé des extinctions massives, provoquées sans doute par l'impact d'astéroïdes de grande taille. L'origine de ces bombardements pourrait être le passage d'une étoile à proximité du nuage de Oort, qui constitue un réservoir identifié de comètes. Selon cette hypothèse, les perturbations gravitationnelles engendrées par le passage d'une étoile auraient lancé certains des objets contenus dans le nuage de Oort sur des orbites croisant les planètes internes du Système solaire. Les données fournies par Hipparcos ont ainsi permis d'établir que, environ 7 millions d'années auparavant, l'étoile Algol est passée à 2,5 parsecs du Soleil. Mais ce passage - comme ceux d'autres étoiles répertoriées - ne permet pas d'expliquer les orbites des comètes à très longue période, issues du nuage de Oort et circulant actuellement. Toutefois Hipparcos n'a pu recenser que 20 % des étoiles figurant à moins de 50 parsecs du Système solaire, c'est-à-dire susceptibles d'être parvenues suffisamment près du Système solaire pour le perturber. Gaia devrait identifier pratiquement toutes ces étoiles proches (cf. schéma), y compris les naines blanches, soit environ 35 000 étoiles. Les données collectées permettront de déterminer si les trajectoires de certaines d'entre elles pourraient expliquer les bombardements subis par la Terre.

### Galaxies et système de référence

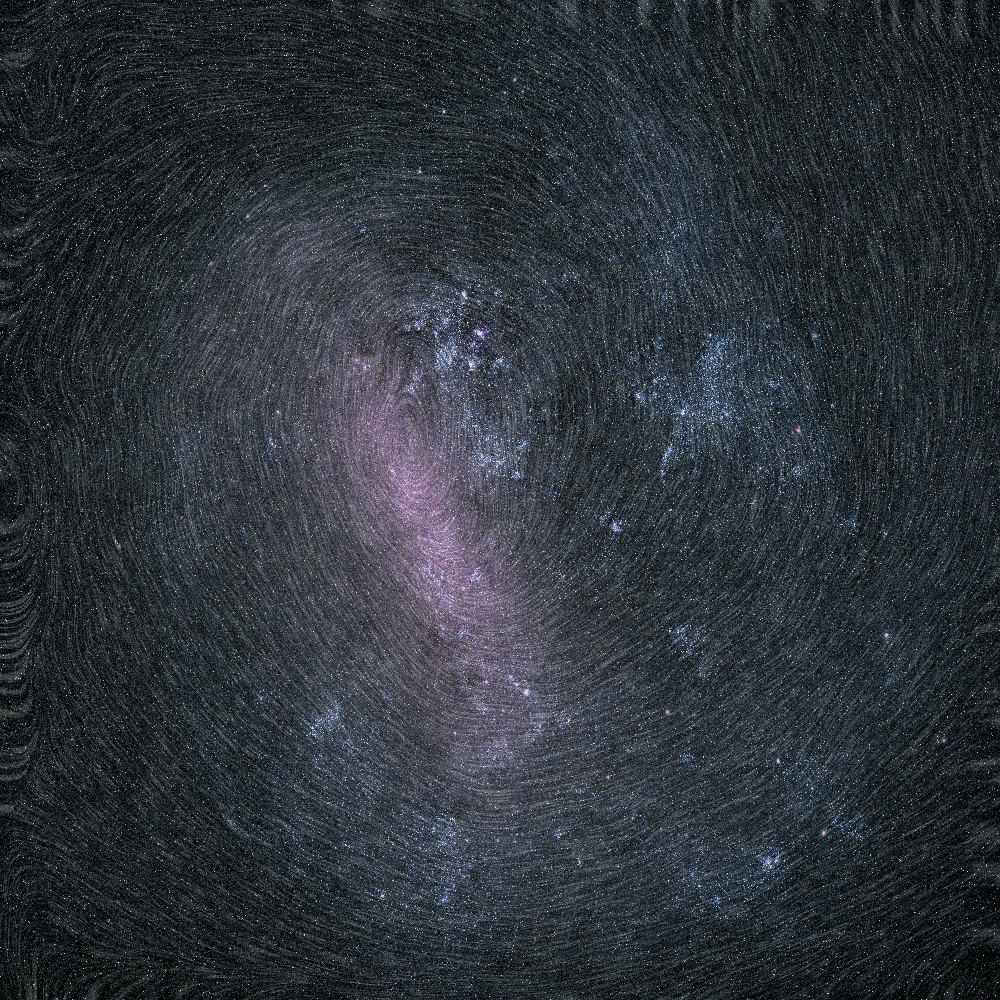
Visualisation de la rotation des étoiles du Grand Nuage de Magellan.

Les objets célestes situés au-delà d'une certaine distance sont trop éloignés pour qu'on puisse mesurer leur distance par la méthode directe de la parallaxe. Bien que disposant de la meilleure instrumentation existante, Gaia ne peut pas faire de mesures sur des objets situés au-delà de notre Galaxie, à l'exception des étoiles les plus brillantes des nuages de Magellan, ce qui constitue d'ailleurs une première. La mesure des distances des objets plus éloignés repose donc sur des moyens indirects. Il s'agit d'objets célestes identifiables en tant que tels, dont la luminosité et donc la magnitude absolue sont connues. Ces objets baptisés chandelles standard sont principalement les céphéides, les étoiles RR Lyrae et les Supernovae de type Ia. Mais il existe des incertitudes sur l'homogénéité des différentes catégories d'objets concernés. Par exemple, il a été découvert tardivement qu'il existait au moins deux populations de céphéides avec des caractéristiques différentes et donc des luminosités distinctes. Gaia devrait pouvoir observer notamment de 2 000 à 8 000 céphéides, 70 000 RR Lyrae et 20 000 supernovas. Pour un nombre important d'entre elles, les instruments du satellite effectueront des mesures directes de distance, ce qui permettra de vérifier l’homogénéité des populations et de calibrer les règles de luminosité en fonction d'un grand nombre de paramètres (masse, âge, métallicité) :
- dynamique et parallaxe de rotation des galaxies du Groupe local ;
- photométrie de plus d'un million de galaxies ;
- réalisation d'un système de référence à partir de 5 × 105 quasars.

### Physique fondamentale
Du fait de la présence de la masse du Soleil (et des autres planètes du Système solaire), on s'attend à une déflexion des rayons lumineux de chaque étoile. Dans un formalisme post-newtonien, cette déflexion est proportionnelle à (1+γ)/2 où le paramètre γ vaut 1 dans le cadre de la relativité générale : Gaia devrait obtenir une précision de l'ordre de 1–2 × 10−6, fournissant ainsi un test supplémentaire de la relativité générale. D'autres contributions seront possibles avec les objets du Système solaire (par exemple, avance du périhélie).
Enfin, grâce aux observations de la luminosité des naines blanches, Gaia devrait fournir une contrainte quant à une variation (hypothétique) de la constante gravitationnelle.

## Successeur
En 2017, seulement trois ans après le lancement de Gaia, l'Agence spatiale européenne a lancé une étude sur les caractéristiques d'un successeur de Gaia. Baptisée GaiaNIR cette mission aurait trois objectifs principaux :
- Élargir l'inventaire des étoiles cataloguées en observant dans le proche infrarouge, ce qui permettrait de détecter des étoiles dont l'émission en lumière visible (la seule portion du spectre électromagnétique observée par les détecteurs de Gaia) est masquée par la poussière ainsi que les étoiles qui n'émettent qu'en infrarouge.
- Maintenir la précision du référentiel créé à partir des données de Gaia. En effet, la précision de ce référentiel va se dégrader progressivement du fait des mouvements propres des étoiles qui ne sont souvent connus qu'avec une précision insuffisante.
- Améliorer la parallaxe (en particulier pour les étoiles binaires) et le mouvement propre (erreur réduite d'un facteur 14) en effectuant à 20 ans d'intervalle (hypothèse : lancement vers 2040) de nouvelles mesures des sources détectées par Gaia.

Cette mission nécessite des percées technologiques. En effet, les détecteurs infrarouge disponibles ne sont pas adaptés au fonctionnement de Gaia en mode Décalage temporel et intégration (TDI) car ils produisent un bruit de fond trop important. Le lancement de la mission est envisagé vers 2045 (fin des mesures Gaia + 20 ans).